# Horacio Calcaterra
Horacio Martín Calcaterra (Santa Fe, 22 febbraio 1989) è un calciatore argentino naturalizzato peruviano, centrocampista dell'Universitario.

## Caratteristiche tecniche
È una trequartista.

## Carriera

### Club
Cresciuto nelle giovanili del Rosario Central, ha esordito in prima squadra il 21 giugno 2008 in occasione del match di campionato perso 2-1 contro l'Argentinos Juniors.

### Nazionale
Ha esordito con la nazionale peruviana il 6 settembre 2018 in occasione dell'amichevole persa 2-1 contro l'Olanda.

## Statistiche

### Cronologia presenze e reti in nazionale
| Cronologia completa delle presenze e delle reti in nazionale ― Perù | Cronologia completa delle presenze e delle reti in nazionale ― Perù | Cronologia completa delle presenze e delle reti in nazionale ― Perù | Cronologia completa delle presenze e delle reti in nazionale ― Perù | Cronologia completa delle presenze e delle reti in nazionale ― Perù | Cronologia completa delle presenze e delle reti in nazionale ― Perù | Cronologia completa delle presenze e delle reti in nazionale ― Perù | Cronologia completa delle presenze e delle reti in nazionale ― Perù |
| Data                                                                | Città                                                               | In casa                                                             | Risultato                                                           | Ospiti                                                              | Competizione                                                        | Reti                                                                | Note                                                                |
| ------------------------------------------------------------------- | ------------------------------------------------------------------- | ------------------------------------------------------------------- | ------------------------------------------------------------------- | ------------------------------------------------------------------- | ------------------------------------------------------------------- | ------------------------------------------------------------------- | ------------------------------------------------------------------- |
| 6-9-2018                                                            | Amsterdam                                                           | Paesi Bassi                                                         | 2 – 1                                                               | Perù                                                                | Amichevole                                                          | -                                                                   | 68’                                                                 |
| 9-9-2018                                                            | Sinsheim                                                            | Germania                                                            | 2 – 1                                                               | Perù                                                                | Amichevole                                                          | -                                                                   | 76’                                                                 |
| 13-10-2018                                                          | Miami                                                               | Perù                                                                | 3 – 0                                                               | Cile                                                                | Amichevole                                                          | -                                                                   | 89’                                                                 |
| 20-11-2018                                                          | Arequipa                                                            | Perù                                                                | 2 – 3                                                               | Costa Rica                                                          | Amichevole                                                          | -                                                                   | 81’                                                                 |
| 17-11-2020                                                          | Lima                                                                | Perù                                                                | 0 – 2                                                               | Argentina                                                           | Qual. Mondiali 2022                                                 | -                                                                   | 81’                                                                 |
| 11-11-2021                                                          | Lima                                                                | Perù                                                                | 3 – 0                                                               | Bolivia                                                             | Qual. Mondiali 2022                                                 | -                                                                   | 80’                                                                 |
| 16-1-2022                                                           | Lima                                                                | Perù                                                                | 1 – 1                                                               | Panama                                                              | Amichevole                                                          | -                                                                   | 77’                                                                 |
| 21-1-2022                                                           | Lima                                                                | Perù                                                                | 3 – 0                                                               | Giamaica                                                            | Amichevole                                                          | -                                                                   | 64’ 67’                                                             |
| 24-3-2022                                                           | Montevideo                                                          | Uruguay                                                             | 1 – 0                                                               | Perù                                                                | Qual. Mondiali 2022                                                 | -                                                                   | 77’                                                                 |
| 29-3-2022                                                           | Lima                                                                | Perù                                                                | 2 – 0                                                               | Paraguay                                                            | Qual. Mondiali 2022                                                 | -                                                                   | 66’                                                                 |
| Totale                                                              |                                                                     | Presenze                                                            | 10                                                                  |                                                                     | Reti                                                                | 0                                                                   |                                                                     |

## Palmarès

### Club

#### Competizioni nazionali
- Campionato peruviano: 6

Sporting Cristal: 2014, 2016, 2018, 2020
Universitario: 2023, 2024